# Pachylia syces
Pachylia syces é uma mariposa da família Sphingidae.
É registrada como encontrada do México passando por Belize e Honduras até o Brasil, Colômbia, Venezuela, Bolívia, Paraguai e Argentina.
Sua ocorrência se dá em várias épocas do ano, em zonas tropicais.

## Descrição
A mariposa adulta mede cerca de 108 mm. Tem palpo triangular, pontudo; é conspícuo no adulto as pequenas marcas circulares brancas nas asas, que possuem uma coloração monocromática, que apresentam formas escurecidas.
Os machos são atraídos para as fêmeas por um feromônio liberado numa glândula presente na extremidade do abdome desta.

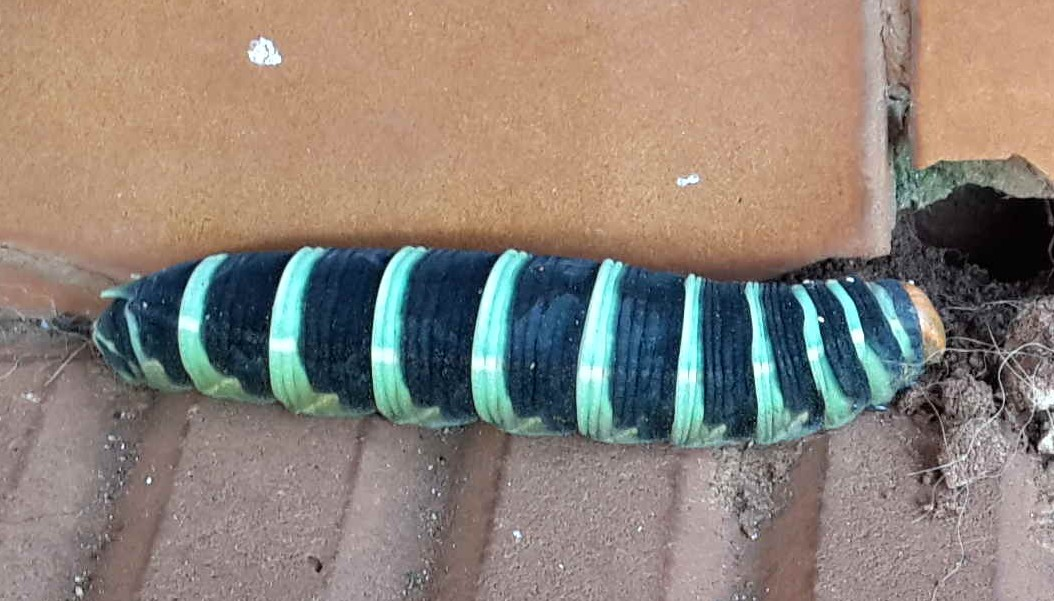
Larva na fase pré-pupa.

Na sua fase larval é uma lagarta grande que apresenta a coloração verde nos ínstares iniciais (quando então se assemelham bastante à larva da Pseudosphinx tetrio) mas que se torna listrada em verde e preto quando estão perto de se tornarem pupas; nesta ocasião se enterram no solo onde, finalmente, a crisálida se torna uma mariposa adulta.
Quando perturbada a lagarta se debate, chegando a emitir um chiado.
Atacam espécies vegetais como a Ficus benjamina, deixando as plantas desfolhadas e com a presença sob a copa de grande quantidade de fezes em forma de grandes pelotas expelidas pela lagarta; o controle, quando se torna uma praga, se faz com uso de inseticida biológico, uma vez que não há produtos registrados para este fim. No Brasil também foi registrado o ataque a Ficus microcarpa, Ficus prinoides, Ficus ovalis e Artocarpus integrifolia.

## Galeria

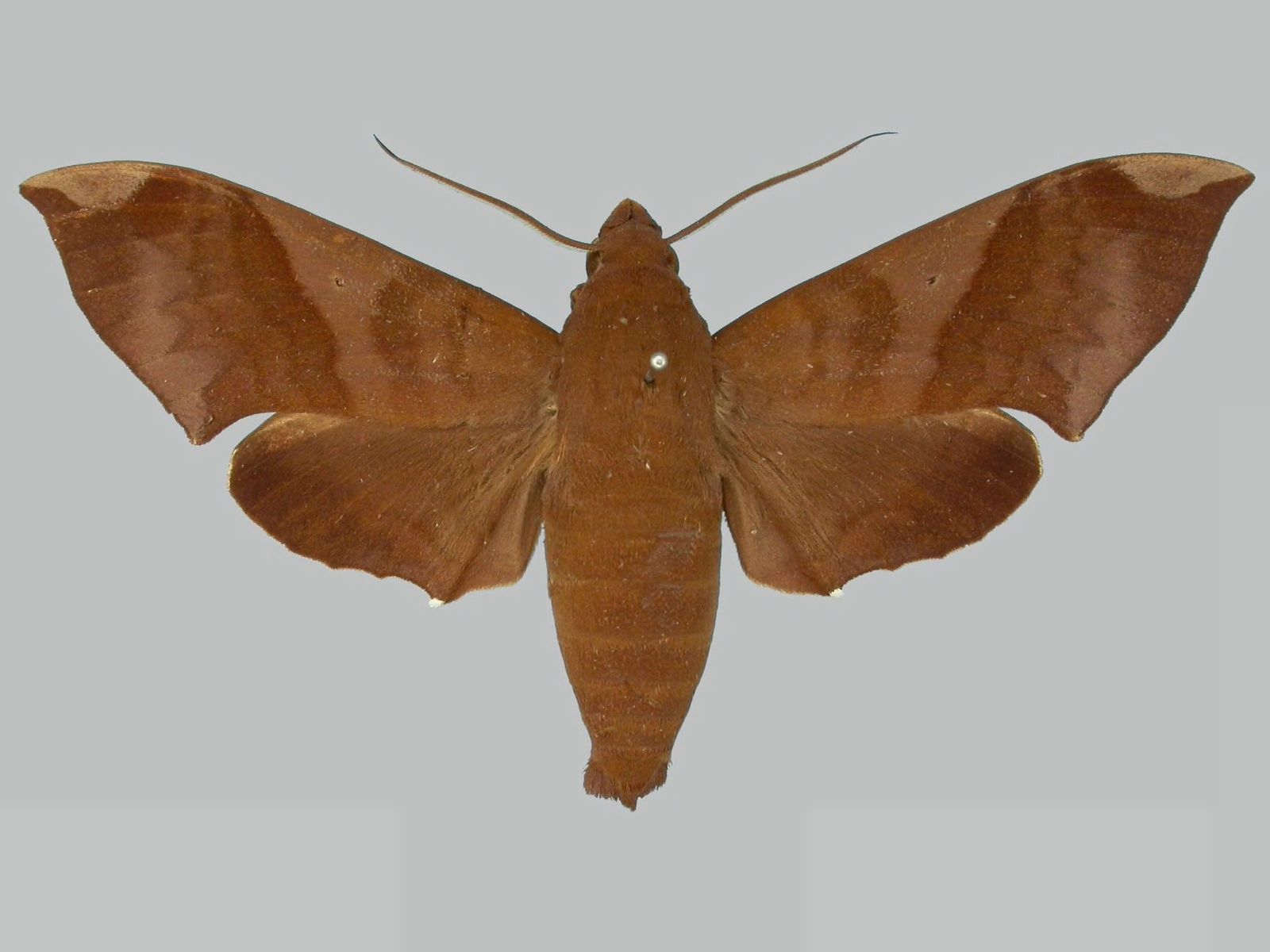
Variante Pachylia syces insularis.
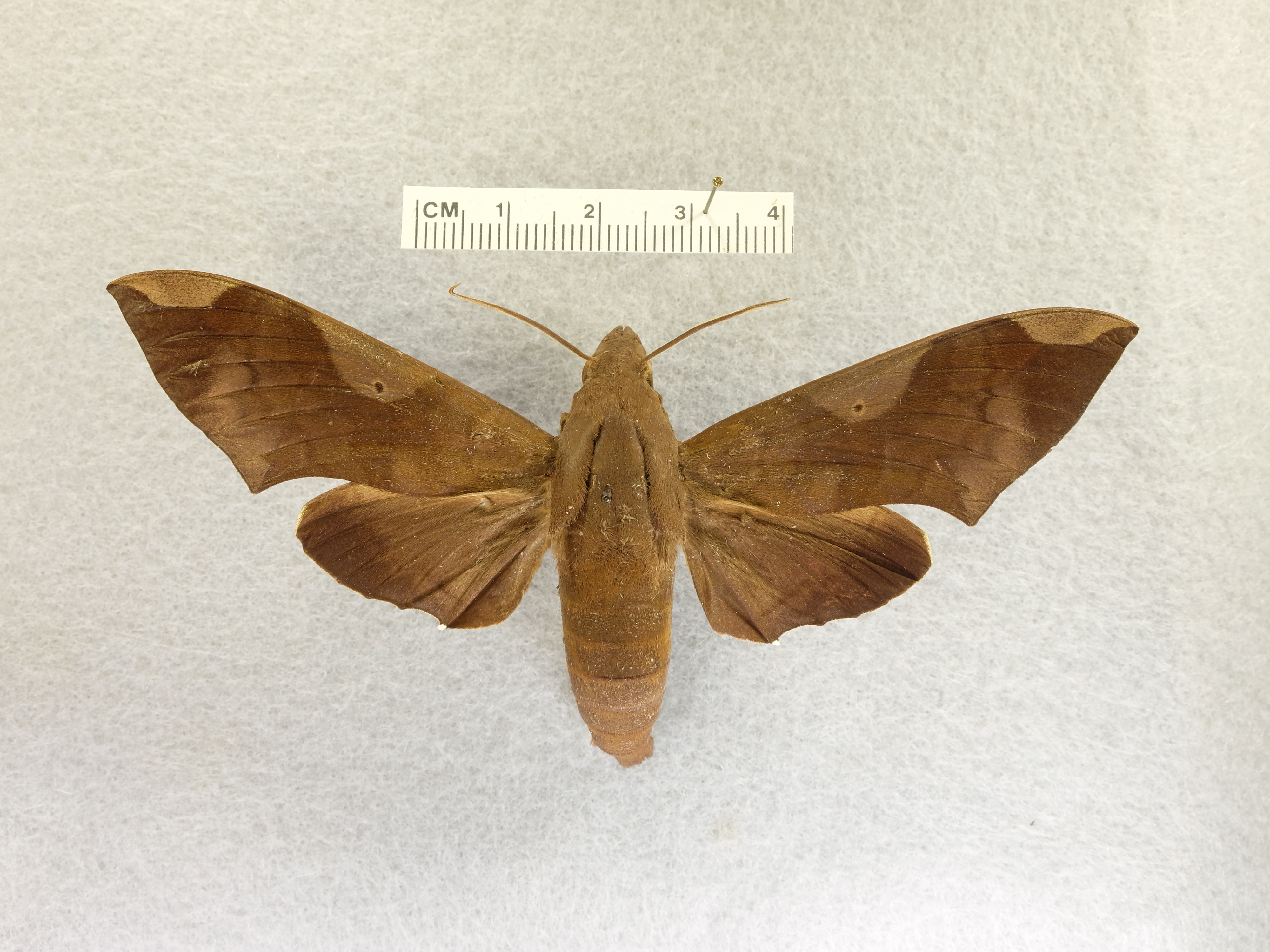
Exemplar de Iquita, Peru.
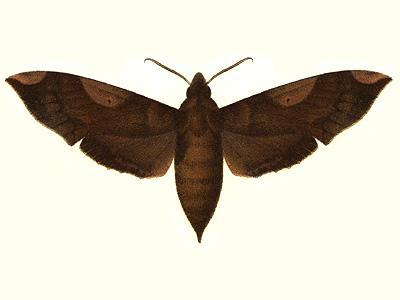
Com asas abertas.